# Sylvia Lance Harper
Sylvia Lance Harper (* 1. Oktober 1895 in Australien als Sylvia Lance; † 21. Oktober 1982) war eine australische Tennisspielerin.
1924 gewann Sylvia Lance Harper die Australischen Tennismeisterschaften gegen ihre Landsfrau Esna Boyd mit 6:3, 3:6 und 8:6. 1927 kam es zu einer Neuauflage der Finalbegegnung von 1924. Dieses Spiel verlor sie. Im Jahr 1930 hieß Lance Harpers Gegenspielerin Daphne Akhurst, die das Spiel mit 10:8, 2:6 und 7:5 für sich entscheiden konnte. In den Jahren 1923 bis 1925 gewann Lance Harper außerdem die Doppelkonkurrenz und stand 1927, 1929 und 1930 im Finale. Das gemischte Doppel der Australischen Tennismeisterschaften gewann sie 1923 mit Horace Rice gegen Margaret Molesworth und Bert St. John mit 2:6, 6:4 und 6:4. 1925 unterlag sie Daphne Akhurst Cozens und John Willard mit 6:4 und 6:4; ihr Partner war Bob Schlesinger.
Am 28. Mai 1924 heiratete sie Robert Rainy Harper.